# Poula Hansen
Poula Hansen gift Olsen (født 8. februar 1913) var en dansk atlet fra Mariendal som satte ti danske rekorder i sprint og længdespring i starten af 1930'erne. Hun vandt aldrig DM, da DM for kvinder først blev indført 1944.

## Danske rekorder
| - 60 meter: 9,0 1930 - 60 meter: 8,5 1932 - 60 meter: 7,9 1934 | - 80 meter:10,4 1933 | - 100 meter: 13,2 1932 - 100 meter: 13,1 1933 - 100 meter: 12,6 1934 | - 300 meter: 44,0 1934 | - Længdespring: 4,63 1931 - Længdespring: 4,84 1933 |

Poula Hansen var også med til at satte flere danske rekorder i stafet med Mariendal.